# Ben Nevis
Ben Nevis är Storbritanniens högsta berg med sina 1 344 meter. Berget ligger i västra Skottland, nära orten Fort William.
Namnets härstamning är osäker. Att Ben är ordet i skotsk gaeliska för bergstopp är känt, men vad Nevis står för finns det många teorier om.
Berget består av magmatiska bergarter från devon-perioden. På bergets topp, som är mycket stenig och karg, och för det mesta omsluten av moln och dimma, finns en stenhög till minne av krigshjältar och personer som omkommit i bestigningen av berget. Vid sidan av minneshögen finns även resterna av ett gammalt observatorium.
Upp till bergets topp leds man av en 15 kilometer lång gångväg som blir svårare ju högre upp man kommer. Totalt uppskattas det ta mellan 5 och 8 timmar att klättra upp och ner för berget.